# Parco nazionale Médanos de Coro
Il Parco nazionale Médanos de Coro è un parco nazionale del nordovest del Venezuela, situato nello stato di Falcón. È circoscritto intorno a un istmo e contiguo alla strada che da Coro, la capitale dello stato, raggiunge la penisola di Paraguanà. L'istmo comprende un'area di 30 km di lunghezza e 5 km di larghezza.
 
La strada che congiunge Coro con Punto Fijo, la città più importante della penisola data la sua vicinanza alle raffinerie di petrolio, taglia in due parti il deserto. 
Le dune sabbiose, la cui altezza media è attorno ai 20 metri, nel loro spostamento passano spesso sopra la strada. A causa del vento che soffia da est a ovest, le dune si muovono in quella direzione molto velocemente. Non casualmente in lingua Arawak, parlata dagli indigeni di questa zona, la parola Coro significa vento. Los Médanos de Coro è stato dichiarato parco nazionale il 6 febbraio del 1974.

## Territorio
Il deserto copre una superficie di 91.280 ettari, di cui 42.160 sono terraferma e 49.120 sono superficie del mare. Il deserto ha anche zone costiere e paludi salate. 
Le grandi dune ("Médanos") possono raggiungere anche i 40 metri di altezza. Le sabbie morbide e asciutte di questo parco sono il frutto dell'erosione operata dal vento sulle rocce nel corso del tempo. I granelli di sabbia sono piccolissimi e con l'azione continua del vento si accumulano in mucchi, creando le dune le quali cambiano continuamente forma in quanto sono in costante movimento. Questo è anche il motivo per cui le dune di sabbia non possono diventare un punto di riferimento per chi si avventura in questo piccolo deserto.

## Fauna
La fauna selvatica è piuttosto scarsa, si possono vedere rettili come lucertole, iguane, e insettovori come pipistrelli e formichieri (Tamandua tetradactyla). C'è abbondanza di piccoli mammiferi: volpe, coniglio Sabanero (Sylvilagus floridanus). Tra gli uccelli: Cardinale Coriano (Cardinalis phoenicea), falco, pernice, tortora, ghiandaia, pellicano (Pelecanus occidentalis), airone e piovanello. Oltre ad un tipo di avvoltoio che viene chiamato samuro.

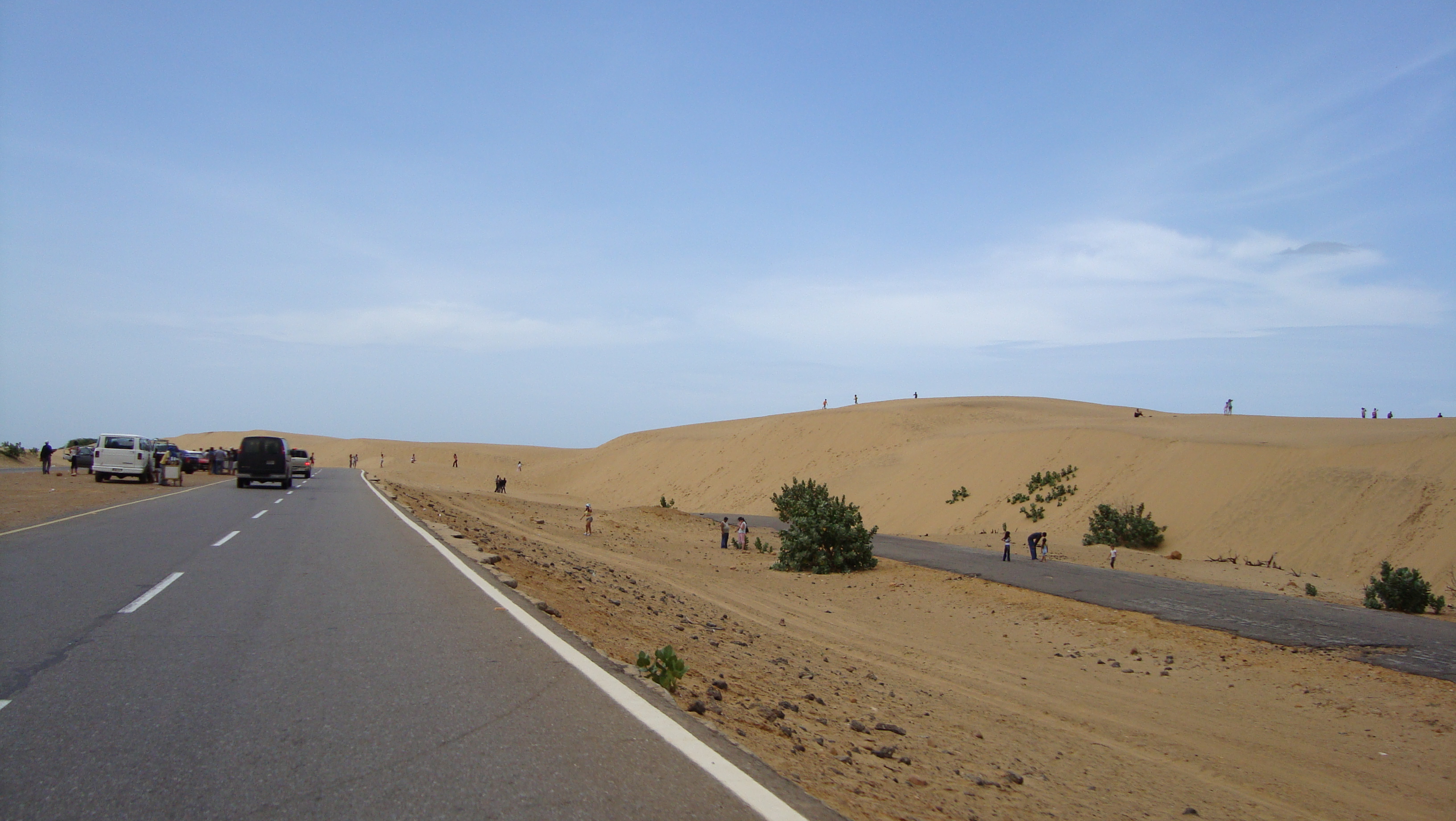
Autostrada Coro-Puntofijo

## Clima
Il clima del parco è uno dei più aridi del Venezuela. La temperatura media è uniforme durante tutto l'anno, va tra i 27 °C e 30 °C, con temperature estreme di 47 °C all'ombra e la minima 16 °C. Le precipitazioni sono rare: da 250 a 500 mm annui.

## Archeologia
Negli anni '70 fu avviata un'accurata ricerca nel deserto ricco di testimonianze di civiltà precolombiane. Intensa la produzione della terracotta, alcuni vasi con decorazioni tessili sono stati ritrovati durante questa campagna, oltre a delle calzature.